# Мерида
Вижте пояснителната страница за други значения на Мерида.
Мѐрида (на испански: Mérida) е град в Испания, столица на автономния регион Естремадура. Населението на града е 59 187 души (януари 2017 г.), и е третият по големина град в автономния регион.
Градът е основан от римляните през 25 г. пр.н.е., за да охранява моста над река Гуадиана. По-късно става столица на римската провинция Лузитания и един от най-важните градове в империята. В Мерида се намират най-добре съхранените римски монументи на Пиренейския полуостров с изключително запазен театър, трумфална арка от времето на Траян, амфитеатър, цирк, акведукт и други. Поради това, Мерида е включена в списъка на ЮНЕСКО за световното културно наследство. Там е изграден и Националния музей за римско изкуство.